# No More Shall We Part
No More Shall We Part is het twaalfde album van Nick Cave and The Bad Seeds.
Het werd in 2001 uitgegeven op het label Mute Records en in september en oktober 2000 opgenomen in de Abbey Road Studios en de Westside Studios in Londen. Het werd geproduceerd door Tony Cohen en Nick Cave and The Bad Seeds.

## In de media
De GroenLinks-leider Femke Halsema zei in oktober 2007 over dit album: "De zanger Nick Cave is echt zo'n getergde, maar heel gelovige zoekende, die niet schroomt God de lastigste vragen voor de voeten te werpen. Zijn cd (No More Shall We Part) kreeg ik vlak na de moord op Pim Fortuyn. In de song "Darker With The Day" zingt Cave over de verloedering van de samenleving. Zo beschrijft hij hoe hij een kerk ingaat en bladert door een leren bijbel. Hij probeert God te vinden, maar het lukt hem niet. Dat proces van zoeken vind ik boeiend en daarin prikkelt hij me".

## Tracks
- As I Sat Sadly By Her Side
- And No More Shall We Part
- Hallelujah
- Love Letter
- Fifteen Feet Of Pure White Snow
- God Is In The House
- Oh My Lord
- Sweetheart Come
- The Sorrowfull Wife
- We Came Along This Road
- Gates To The Garden
- Darker With The Day

## Muzikanten
- Nick Cave
- Blixa Bargeld
- Mick Harvey
- Thomas Wydler
- Martyn P. Casey
- Conway Savage
- Warren Ellis
- Kate McGarrigle
- Anna McGarrigle
- Jim Sclavunos
- Gavin Wright
- Patrick Kiernan
- Jackie Shave
- Simon Fischer
- Rebecca Hirsch
- Bruce White
- Gustav Clarkson
- Frank Schaeffer
- Lionel Handy
- Naomi Wright
- Paul Morgan
- Leon Bosch